# Diane Weyermann
Diane Weyermann (* 22. September 1955 in St. Louis, Missouri; † 14. Oktober 2021 in New York City) war eine US-amerikanische Filmproduzentin. Sie arbeitete zuletzt als Chief Content Officer der Film- und Fernseh-Produktionsfirma Participant Media.

## Leben
Weyermann rief als Direktorin des New Yorker Kunst- und Kultur-Programms des Open Society Instituts den Soros Documentary Fund ins Leben.
2001 wechselte Weyermann zum Sundance Institut, Veranstalter des Sundance Film Festivals, um internationale Angelegenheiten zu verantworten und brachte den Soros Documentary Fund mit ein, der nun zum Sundance Institute Documentary Fund wurde. Als Gründungsdirektorin baute sie maßgeblich das Dokumentarfilm-Programm des Sundance auf. Während ihrer Zeit bei Sundance startete sie auch zwei jährliche Dokumentarfilmlabore, mit einem Schwerpunkt auf dem kreativen Prozess und dem Gebrauch von Kompositionen in Dokumentarfilmen.
2005 wechselte Weyermann zu Participant Media, wo sie 2019 zum Chief Content Officer der Dokumentarfilmabteilung befördert wurde. Der von ihr geleitete Bereich umfasste die Produktionen von Dokumentar-Filmen und Fernsehfilmen, den sie aus der Perspektive der Inklusion verstand.
Diane Weyermann verstarb im Alter von 66 Jahren in New York City.

## Werke
Einige der von ihr produzierten Dokumentarfilm-Projekte wurden ausgezeichnet, so bekam American Factory einen Oscar und City So Real wurde für den Emmy nominiert.
2014 fungierte sie als Executive Producer des Oscar-Gewinners Citizenfour von Laura Poitras über Edward Snowden.